# Герни, Джеремайя
Джеремайя Герни (англ. Jeremiah Gurney; 17 октября 1812 — 21 апреля 1895) — первый американский фотограф.
Первоначально владелец ювелирной лавки в Саратоге. В 1839 году познакомился с Сэмюэлом Морзе и узнал от него об изобретении дагерротипа. Выменял дагерротипический аппарат у некоего англичанина за часы и в 1840 году, переехав в Нью-Йорк, открыл на Бродвее первую американскую фотомастерскую. В первый день работы свой дагерротип (за пять долларов) сделал у Герни один человек, во второй — два, а дальше дела новой студии пошли в гору. В отличие от своего первого конкурента Мэтью Брэйди, начавшего работать на четыре года позже и тяготевшего скорее к снимкам политиков и военных, Герни предпочитал снимать просто преуспевающих людей. К 50-м годам он достиг национальной и международной известности, в 1851 году представлял свои работы на первой Всемирной выставке в Лондоне, в 1853 году перешёл на более совершенную бумажную технологию печати. Младшими партнёрами Герни были сперва Чарлз Фридерикс, а затем сын Гёрни Бенджамин.
Среди знаменитостей, чьи фотопортреты были сделаны Герни, — Фрэнсис Брет Гарт, Корнелиус Вандербильт, посещавшие США Анри Вьётан, Чарльз Диккенс, Александр Дюма-отец, Антон Рубинштейн, Иоганн Штраус-сын. Особенно охотно Гёрни фотографировал актрис и оперных певиц.